# Девід Веллер
Де́від Ве́ллер (англ. David Weller; нар. 11 лютого 1957) — ямайський велогонщик на треку, бронзовий призер літніх Олімпійських ігор (1980).

## Життєпис
Народився в містечку Портмор, округа Сент-Кетерин, Ямайка.
Брав участь у трьох літніх Олімпіадах поспіль (1976, 1980, 1984). На літніх Олімпійських іграх 1980 року в Москві (СРСР) посів третє місце серед трековиків у гіті з місця на 1000 метрів.
Також ставав двічі срібним (1975, 1979) та бронзовим (1983) призером Панамериканських ігор і бронзовим призером (1978) Ігор Співдружності.
Двічі, у 1979 та 1980 роках, визнавався кращим спортсменом року на Ямайці.